# 3 Are Legend
3 Are Legend là siêu ban nhạc dance điện tử bao gồm DJ người Bỉ gốc Hy Lạp Dimitri Vegas & Like Mike và DJ người Mỹ Steve Aoki.

## Tiểu sử và sự nghiệp
3 Are Legend là một siêu ban nhạc được thành lập bởi ba DJ được mô tả là những người bạn tốt của nhau. Dimitri Vegas, Like Mike và Steve Aoki thường xuyên biểu diễn tại các lễ hội và buổi hòa nhạc cùng nhau, bao gồm cả việc gây sự chú ý cho một số lễ hội âm nhạc lớn như TomorrowWorld, Tomorrowland, Creamfields và Ultra Music Festival, và điều đó đã thúc đẩy sự thành lập của nhóm. Lần xuất hiện dưới tên 3 Are Legend đầu tiên của bộ ba là trong Ultra 2014, nhưng trước đó, họ đã kết hợp cùng nhau trong nhiều năm trước đó.
Vào ngày 26 tháng 7 năm 2019, siêu nhóm đã phát hành một ca khúc kết hợp với W&W mang tên Khaleesi. Hai ngày sau, bộ ba buộc đóng cửa Tomorrowland lần đầu tiên và vào dịp kỷ niệm 15 năm lễ hội. Điều này xảy ra sau khi họ vô tình vướng vào một cuộc tranh cãi liên quan đến siêu nhóm Swedish House Mafia, về việc đóng cửa sự kiện nhằm hủy bỏ bất ngờ một vài ngày lưu diễn sau năm 2019 của họ.

## Danh sách đĩa nhạc

### Đĩa đơn
| Tiêu đề                                                                         | Năm  | Album                                      |
| ------------------------------------------------------------------------------- | ---- | ------------------------------------------ |
| "Khalessi" (cùng với W&W)                                                       | 2019 | Non-album singles                          |
| "Rave Dome" (cùng với Justin Prime và Sandro Silva)                             | 2020 | Non-album singles                          |
| "Deck the Halls" (cùng với Toneshifterz and Brennan Heart) (Timmy Trumpet Edit) | 2020 | Home Alone (On the Night Before Christmas) |

### Remix
- 2018: Dimitri Vegas & Like Mike vs. W&W — Crowd Control (3 Are Legend Remix) [Smash The House][13]

### Các lần hợp tác trước
- 2012: Steve Aoki và Angger Dimas vs. Dimitri Vegas & Like Mike — Phat Brahms [Dim Mak]
- 2014: Steve Aoki và Autoerotique vs. Dimitri Vegas & Like Mike — Feedback [Dim Mak]
- 2016: Dimitri Vegas & Like Mike and Steve Aoki vs. Ummet Ozcan — Melody [Smash The House]
- 2017: Dimitri Vegas & Like Mike vs. Steve Aoki — We Are Legend [Tự phát hành]